# Горбачёв, Александр Валерьевич
Александр Валерьевич Горбачёв (7 октября 1986, Константиновск, Ростовская область) — российский футболист, защитник.

## Карьера
Воспитанник РО УОР Ростов-на-Дону. В 2003—2004 играл в чемпионате Ростовской области за «Ростов-М». В 2004 году во втором дивизионе сыграл 28 игр за СКА Ростов-на-Дону. В 2005 году перешёл в белорусский клуб МТЗ-РИПО Минск. За два сезона сыграл 29 игр, забил один мяч в турнире дублёров и 11 игр, 1 мяч — в чемпионате. В бронзовом сезоне 2005 года провёл 6 матчей. С 2007 года был в составе «Дариды». В сезоне-2008 играл в третьем дивизионе Финляндии за «Ракуунат» Лаппеэнранта. В сезонах 2009—2011/12 провёл за СКА 71 матч, забил один гол, после сего завершил профессиональную карьеру. В 2013 году играл в чемпионате Ростовской области за «Электрон» Ростов-на-Дону.